# Cynolebias
Cynolebias là một chi cá nước ngọt trong họ Rivulidae phân bố tại Nam Phi chúng là một dạng của cá Killi

## Các loài
Các loài gồm
- Cynolebias albipunctatus W. J. E. M. Costa & G. C. Brasil, 1991
- Cynolebias altus W. J. E. M. Costa, 2001
- Cynolebias attenuatus W. J. E. M. Costa, 2001
- Cynolebias gibbus W. J. E. M. Costa, 2001
- Cynolebias gilbertoi W. J. E. M. Costa, 1998
- Cynolebias griseus W. J. E. M. Costa, Lacerda & G. C. Brasil, 1990
- Cynolebias itapicuruensis W. J. E. M. Costa, 2001
- Cynolebias leptocephalus W. J. E. M. Costa & G. C. Brasil, 1993
- Cynolebias microphthalmus W. J. E. M. Costa & G. C. Brasil, 1995
- Cynolebias paraguassuensis W. J. E. M. Costa, Suzart & D. T. B. Nielsen, 2007
- Cynolebias parnaibensis W. J. E. M. Costa, T. P. A. Ramos, Alexandre & R. T. C. Ramos, 2010
- Cynolebias perforatus W. J. E. M. Costa & G. C. Brasil, 1991
- Cynolebias porosus Steindachner, 1876
- Cynolebias vazabarrisensis W. J. E. M. Costa, 2001